# Vietnámi-öböl
A Vietnámi- vagy Tonkini-öböl ( vietnámi: Vinh Bắc bo ; kínai: 北部湾) a Dél-kínai-tenger 480 km hosszú és 240 km széles nyúlványa Vietnám ÉK-i területe, a kínai szárazföld és Hajnan szigete között. A Tonkin kifejezés (vietnámi: Bắc BO) Vietnám legészakibb részének megnevezéséből ered, ahogy egykor az európaiak hívták.

## Történelem
1964 augusztusában két amerikai romboló azt jelentette, hogy észak-vietnámi hajók támadást intéztek ellenük az öbölben. 
L. B. Johnson amerikai elnök válaszul légitámadást rendelt el az észak-vietnámi célpontok ellen. Majd az Amerikai Egyesült Államok Kongresszusának határozata azt jelentette, hogy az amerikaiak is belekeveredtek a két Vietnám konfliktusába. 